# Tanzânia nos Jogos Olímpicos de Verão da Juventude de 2010
A Tanzânia participou dos Jogos Olímpicos de Verão da Juventude de 2010 em Cingapura com uma delegação formada por quatro atletas que competiram em dois esportes: atletismo e natação.

## Atletismo
| Evento           | Atleta             | Qualificação | Qualificação | Final     | Final         |
| Evento           | Atleta             | Resultado    | Posição      | Resultado | Posição       |
| ---------------- | ------------------ | ------------ | ------------ | --------- | ------------- |
| 3000 m masculino | Mwita Kopiro Marwa | 8:14.60      | 7º           | 8:11.37   | 6º (Final A)  |
| 3000 m feminino  | Neema Emanuel Sule | 10:29.07     | 13º          | 10:22.73  | 14º (Final B) |

## Natação
| Evento               | Atleta              | Qualificação | Qualificação | Semifinais  | Semifinais  | Final       | Final       |
| Evento               | Atleta              | Resultado    | Posição      | Resultado   | Posição     | Resultado   | Posição     |
| -------------------- | ------------------- | ------------ | ------------ | ----------- | ----------- | ----------- | ----------- |
| 50 m livre masculino | Adam David Kitururu | 29.91        | 46º (6º q2)  | Não avançou | Não avançou | Não avançou | Não avançou |
| 50 m livre feminino  | Mariam Foum         | 30.51        | 47º (4º q3)  | Não avançou | Não avançou | Não avançou | Não avançou |